# 球鍬形海螄螺
球鍬形海螄螺（学名：Epitonium liliputana）为海螄螺科海螄螺屬下的一个种。